# Адис Нуркович
Адис Нуркович (босн. Adis Nurković, нар. 28 квітня 1986, Велика Кладуша, СФР Югославія) — боснійський (до 2017 року) та косовський футболіст воротар албанського клубу «Фламуртарі» (Вльора).

## Клубна кар'єра
Адис Нуркович — вихованець ФК «Країшник» (Велика Кладуша). У 2001 році перейшов до «Єдинства» (Біхач). 23 лютого 2003 року дебютував у боснійській Прем'єр-лізі проти «Зриньські» (Мостар). У тому матчі не зміг взяти участь основний голкіпер команди Миралем Ібригимович. Після цього Адіс виступав за молодіжну команду «Єдинства».
Напередодні початку сезону 2005/06 років був проданий до хорватського клубу «Славонія» (Пожега), який виступав у другій лізі місцевого чемпіонату. Там регулярно отримував ігрову практику в першій команді. У футболці хорватського клубу зіграв 23 поєдинки у другій лізі.
Напередодні початку сезону 2006/07 років Нуркович перейшов до складу клубу з другої ліги (Перша ліга Республіки Сербської) боснійського чемпіонату «Країна» (Казін). Там він також був основним воротарем команди й у першій частині сезону зіграв у 13-ти матчах. Адис не зіграв лише у матчах 9-го та 10-го турів через травму, яку він отримав напередодні цих поєдинків.
У січні 2007 року Нуркович підписав контракт з клубом хорватської першої ліги «Цибалія» (Винковичі). Провів у ньому півроку, але за цей час не зіграв жодного поєдинку в чемпіонаті.
Напередодні початку сезону 2007/08 років перейшов у боснійський клуб «Травнік», який виступав у Прем'єр-лізі. У сезоні 2010/11 років був гравцем хорватського клубу «Славен Белупо». Єдиний матч у футболці хорватського клубу провів 23 травня 2011 року проти сплітського «Хайдука» в національній першості. У 2011 році перейшов до боснійського «Челіка» (Зениця). З 2014 року знову виступав за «Травнік».
15 червня 2017 року Нуркович перейшов до клубу албанської Суперліги «Фламуртарі» (Вльора), щоб замінити другого воротаря команди Стіві Фрашері. 9 вересня 2017 року дебютував у програному (2:0) поєдинку проти «Скендербеу», вийшовши на поле в стартовому складі.

## Кар'єра у збірній

### Молодіжний рівень
У вересні 2005 року Нуркович отримав виклик до молодіжної збірної Боснії і Герцеговини як резервний воротар на матчі кваліфікації молодіжного чемпіонату Європи проти Бельгії та Литви. 1 серпня 2006 року зіграв у товариському поєдинку проти Хорватії. Адис вийшов на поле на 46-ій хвилині, замінивши Ясмина Бурича. 24 травня 2008 року він зіграв у стартовому складі молодіжної збірної Боснії та Герцеговини в товариському матчі проти Росії. Він також зіграв усі 90 хвилин у товариському поєдинку проти Хорватії. У вересні того ж року зіграв у двох останніх матчах кваліфікації до Чемпіонату Європи проти Румунії та Франції.

### Збірна Боснії і Герцеговини
11 лютого 2009 року Нуркович зіграв у товариському матчі головної команди Боснії і Герцеговини з хорватським клубом «Рієка». Після цього поєдинку головний тренер боснійської збірної Мирослав Блажевич викликав Адиса на два поєдинки кваліфікації Чемпіонату світу 2010 року проти збірної Бельгії. В обох матчах Нуркович був резервним воротарем. Також Блажевич викликав Нурковича й на товариський матч проти Узбекистану. У цьому матчі він знову був резервним воротарем. 12 серпня він дебютував в офіційному матчі бірної Боснії та Герцеговини проти Ірану, вийшовши на заміну на 62-ій хвилині замість травмованого Неманьї Супича.

### Збірна Косово
Ще виступаючи в складі «Травніка» своєю впевненою та надійною грою привернув до себе увагу Альберта Буньякі, який згодом і запросив його до збірної Косова. Оскільки Нуркови одружився з громадянкою Косова, то він автоматично отримав право на громадянство цієї країни. Оскільки згідно з правилами ФІФА Нуркович народився до розпаду СФР Югославії, то він отримав право в офіційних матчах виступати в складі будь-якої зі збірних республік цієї країни.
2 жовтня 2016 року Нуркович отримав виклик на матчі проти Хорватії та України. 5 жовтня 2016 року ФІФА надало дозвіл Нурковичу грати за Косово, внаслідок чого він став першим неалбанським гравцем цієї збірної. 11 червня 2017 року Адис дебютував за Косово в матчі Чемпіонату світу 2018 року проти Туреччини, вийшовши на поле на 53-ій хвилині замість Саміра Уйкані.

## Статистика

### Клубна
Станом на 24 вересня 2017
| Клуб                  | Сезон            | Ліга                | Ліга  | Ліга | Кубок | Кубок | Європа | Європа | Інші  | Інші | Загалом | Загалом |
| Клуб                  | Сезон            | Дивізіон            | Матчі | Голи | Матчі | Голи  | Матчі  | Голи   | Матчі | Голи | Матчі   | Голи    |
| --------------------- | ---------------- | ------------------- | ----- | ---- | ----- | ----- | ------ | ------ | ----- | ---- | ------- | ------- |
| «Фламуртарі» (Вльора) | 2017–18          | Албанська Суперліга | 3     | 0    | 0     | 0     | 0      | 0      | 0     | 0    | 3       | 0       |
| «Фламуртарі» (Вльора) | Загалом          | Загалом             | 3     | 0    | 0     | 0     | 0      | 0      | 0     | 0    | 3       | 0       |
| Усього в кар'єрі      | Усього в кар'єрі | Усього в кар'єрі    | 3     | 0    | 0     | 0     | 0      | 0      | 0     | 0    | 3       | 0       |

1. ↑  Включаючи континентальн змагання, такі як Ліга чемпіонів УЄФА та Ліга Європи УЄФА
2. ↑  Включаючи інші змагання, такі як Суперкубок Албанії

### У збірній
Станом на 11 червня 2017
| Національна збірна   | Рік     | Матчі | Голи |
| -------------------- | ------- | ----- | ---- |
| Боснія і Герцеговина |         |       |      |
| 2009                 | 1       | 0     |      |
| Загалом              | Загалом | 1     | 0    |
| Косово               |         |       |      |
| 2016                 | 0       | 0     |      |
| 2017                 | 1       | 0     |      |
| Загалом              | Загалом | 1     | 0    |